# Esiliati ottomani di Malta
Gli esiliati di Malta (in turco Malta sürgünleri, tra marzo 1919 - ottobre 1920) sono un termine storiografico turco che si riferisce ai politici, soldati di alto rango (in via principale), amministratori e intellettuali ottomani che furono mandati in esilio a Malta dopo l'armistizio di Mudros durante l'occupazione di Costantinopoli da parte delle forze alleate della prima guerra mondiale. Gli esiliati di Malta, accusati di crimini di guerra, vennero reclusi in una prigione britannica dove furono detenuti vari funzionari del Comitato di Unione e Progresso (CUP) nella speranza che i processi si fossero tenuti presso i tribunali di Malta in una data futura.

## Sfondo
Alla fine di gennaio 1919, le forze alleate iniziarono ad arrestare i leader del CUP e i comandanti militari accusati di crimini di guerra. Su 120 leader dell'Impero ottomano furono emessi vari mandati di cattura. Questi includevano diversi figure eminenti del CUP di alto rango come Tevfik Rüştü Aras, Mithat Şükrü Bleda, Hüseyin Cahit Yalçın o Mustafa Rahmi Arslan e comandanti militari come i generali dell'esercito islamico del Caucaso Nuri Killigil e Mürsel Pasha, e Halil Kut un ufficiale militare dell'esercito ottomano sul fronte orientale. Dopo l'occupazione di Smirne da parte delle forze greche nel maggio 1919, si verificarono grandi manifestazioni di protesta in Anatolia aumentando la pressione sulle corti marziali. I giudici ordinarono quindi il rilascio di 41 sospetti per calmare la situazione. Il rilascio che non era paventato dalle forze alleate, indusse a considerare una struttura di detenzione migliore della prigione militare di Bekirağa, per la consapevolezza che tale prigione poteva essere catturata dai manifestanti determinando il rilascio dei suoi prigionieri. Gli imputati furono esiliati a Malta, all'epoca colonia britannica, a bordo delle navi SS Princess Ena Malta ed HMS Benbow a partire dal 1919, dove si pensava di lasciarli in detenzione per circa tre anni mentre si effettuavano le investigazioni negli archivi di Costantinopoli, Londra, Parigi e Washington per trovare un modo per perseguirli nei tribunali. La maggior parte dei prigionieri venne trattenuta per circa tre anni a Malta.
Inizialmente il governo alleato inviò sessantasette criminali di guerra a Malta in un tentativo di perseguimento penale coordinato dalle forze britanniche. In seguito seguirono altri sospettati. I prigionieri erano isolati in tre diversi gruppi.
- A: le persone sospettate di aver preso parte ai massacri
- B: le persone sospettate di aver tollerato i massacri
- C: le persone che non erano sospettate di aver agito direttamente nei massacri

## Approccio turco ai processi contro gli esiliati di Malta
A quel tempo la Turchia aveva due governi concorrenti a Istanbul e Ankara. Il governo di Istanbul sosteneva le inchieste con più o meno serietà a seconda del governo corrente. Mentre il gran vizir Damad Ferid Pasha (al governo dal 4 marzo al 2 ottobre 1919 e di nuovo dal 5 aprile al 21 ottobre 1920) seguiva i capi di accusa, il governo del gran visir Ali Riza Pasha (al governo dal 2 ottobre 1919 al 2 marzo 1920) menzionava a malapena i procedimenti legali contro i criminali di guerra. I processi permisero inoltre al partito dell'Unione Liberale di estromettere il Comitato Unione e Progresso dall'arena politica.
Il governo kemalista di Ankara era fermamente contrario ai processi contro i criminali di guerra. Mustafa Kemal ragionando sui detenuti a Malta in occasione del congresso di Sivas il 4 settembre 1919 affermò: "...se qualcuno dei detenuti già portato o ancora da portare a Istanbul venisse giustiziato, anche per ordine del vile governo di Istanbul, prenderemmo seriamente in considerazione l'esecuzione di tutti i prigionieri britannici sotto la nostra custodia". Dal febbraio 1921 il tribunale militare di Istanbul iniziò a rilasciare i prigionieri senza processi.

## Pubblicazione
Gli esiliati tornarono in seguito in Turchia a tappe, e il rilascio dei detenuti turchi fu ottenuto in cambio di 22 prigionieri britannici detenuti da Mustafa Kemal Atatürk, tra cui Alfred Rawlinson, un parente del generale britannico Henry Rawlinson.